# Споразум из Белфаста
Споразум из Белфаста  или  Споразум на Велики петак (ир. Comhaontú Bhéal Feirste) један је од споразума у циљу решавања мировног процеса у Северној Ирској. Споразум је потписан у Белфасту 10. априла 1998. године на хришћански празник Велики петак од стране британских и ирских власти, а усвојен је од стране касније од већине политичких партија у Северној Ирској, укључујући Шин Фејн и друге мање партије.
Споразум је одобрен 23. маја 1998. године након што је добио већинску подршку од стране бирача на одржаном референдуму у Северној Ирској. Истог дана, бирачи у Републици Ирској, гласали су одвојено за промену свог устава, а у складу са Споразумом. Иако је велики број протестантских странака био противи споразума, Споразум је ступио на снагу 2. децембра 1999. године.
Овај Споразум Северној Ирској даје широку аутономију у оквиру Уједињеног Краљевства, а Републици Ирској могућност да, у складу са Споразумом, износи своје ставове и предлоге везано за овај ентитет и острво.